# グダウタ
グダウタ（グルジア語:გუდაუთა; アブハズ語:Гəдоуҭа / Gwdowtha、ロシア語: Гудаута）はジョージア、アブハジア自治共和国(事実上独立状態にある)にある都市。
グダウタ地区の中心都市であり、アブハジア共和国の首都スフミの北西37kmに位置し黒海に面した都市である。
2014年の人口は8514人。
かつてソビエト時代にはソビエト空軍基地があった。
冷戦末期には第171航空飛行連隊のSu-27が飛び立っていた。
グダウダは、1992年から1993年にかけて、アブハジア人がグルジアからの分離を求めたことによるアブハジア紛争の中心的な町であった。